# Limonar
Limonar est une ville et municipalité de la province de Matanzas, à Cuba.

## Géographie

### Situation
Limonar se trouve dans la partie occidentale de l'île de Cuba, dans l'ouest de la province de Matanzas, 
à 119 km est de La Havane 
et 19 km sud-est de sa capitale de province Matanzas.
Elle est traversée par la rivière Canímar.

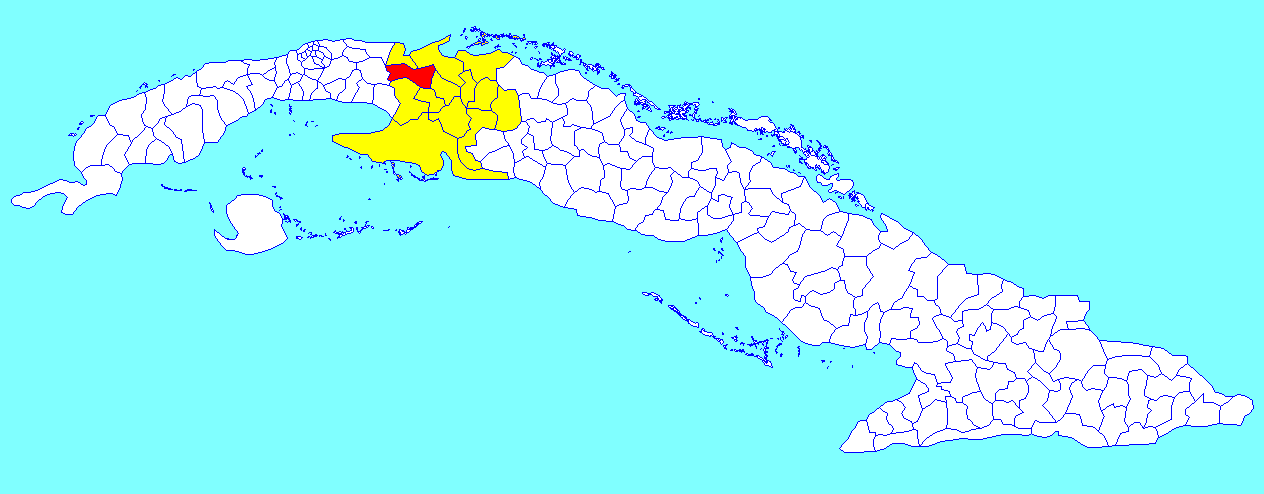
Municipalité de Limonar dans la province de Matanzas

## Divisions administratives
Limonar a six consejos populares :
- Limonar
- Triunvirato
- San Francisco
- Central Horacio Rodríguez
- Santa Ana
- Central Fructuoso Rodríguez

Elle inclut aussi les localités suivantes : Caoba, Coronado, Sumidero, El Cafetal, El Francisco, Ibarra, Condesa, La Palma, Las Marías, La Campana, El Conde, San Juan, El Mogote, La Sierrita, San Laureano, Botino, Dolores Junco, Palestina, Jesús María, Magdalena, Saratoga, Zequeira, Chacón, Petrona, Nieves.
La municipalité est divisée en plusieurs barrios (districts) : Canímar, Guamacaro, Caoba, Sumidero, Coliseo et San Miguel.[réf. nécessaire]

## Population
En 2022, la population était estimée à 26 708 habitants ; pour une surface de 441,7 km2, la densité de population est de 60,47 habitants/km².

## Histoire
En 1805 la vallée s'appelle Guamacaro et l'évêque Espada y visite une église portant ce nom. Le frère Hipólito Sánchez Rangel relate cette visite en mentionnant la présence de nombreux citronniers (limón). Le 17 mai 1807 l'église de San Cipriano de Guamacaro passe à Limonar. Le 1er janvier 1879 est créé l'ayuntamiento municipal de Guamacaro, avec Limonar comme chef-lieu.

## Personnalités
- Le peintre paysagiste Esteban Chartrand y naquit en 1840.
- Javier Sotomayor, sauteur en hauteur, et Roberto Hernández, spécialiste du 400 m, y sont nés tous deux en 1967.